# Charlotte Perrelli
Pour les articles homonymes, voir Perrelli.
Charlotte Perrelli, anciennement Charlotte Nilsson est une chanteuse suédoise née le 7 octobre 1974 à Hovmantorp, Suède.

## Vie professionnelle

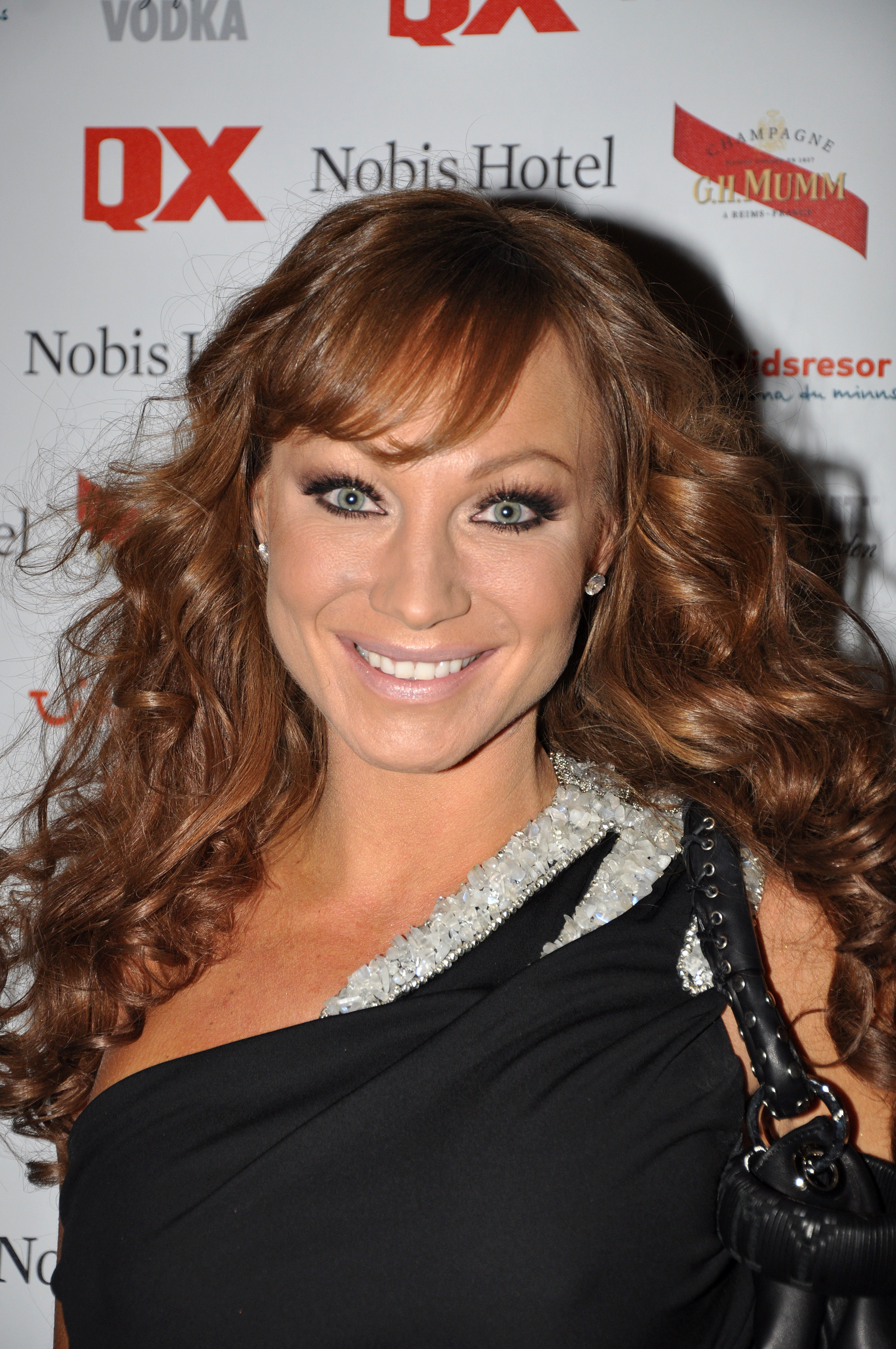
Charlotte Perrelli, en février 2011.

L'artiste joue dans le soap opera suédois Vita lögner en 1997. Ensuite, elle est chanteuse dans l’orchestre Wizex de 1997 à 1999. Par la suite, elle quitte l’ensemble pour faire une carrière solo.
Elle gagne de le Concours Eurovision de la chanson 1999 sous le nom Charlotte Nilsson avec la chanson Take Me to Your Heaven (titre original en suédois Tusen och en natt ; traduction en français Mille et une nuits).
Elle présente une émission de télévision pour TV4 en 2004. Deux ans plus tard, elle joue le rôle principal dans La Belle et la Bête au Göta Lejon de Stockholm.
En mars 2008, elle est qualifiée pour la finale des sélections suédoises du Concours Eurovision de la chanson et son single Hero est en tête des ventes en Suède. Le 15 mars, elle remporte la finale de la sélection nationale (Melodifestivalen 2008), et représente la Suède à l'Eurovision 2008, à Belgrade (Serbie). Alors l'une des favorites du concours, elle ne termine en finale que dix-huitième avec 47 points ; elle avait été en fait repêchée par le jury lors de la demi-finale (les résultats n'étant dévoilés qu'après le concours).
Lors du lancement du Melodifestivalen 2010 (sélection nationale suédoise pour choisir l'artiste qui représentera les couleurs du Royaume aux Concours Eurovision de la chanson) Charlotte Perrelli, Nanne Grönvall et Sonja Aldén chantent en version plus electro Holding Out for a Hero de Bonnie Tyler.
En novembre 2011, il a été annoncé que Charlotte Perrelli participerait au Melodifestivalen 2012 avec la chanson The Girl écrite par Fredrik Kempe, dans l'espoir de représenter la Suède à l'Eurovision 2012 à Bakou, en Azerbaïdjan. Malheureusement, elle n'a pas réussi à se qualifier malgré une chanson jugée excellente.
Depuis 2009, Charlotte Perrelli est membre du jury de Talang (la version suédoise de America's Got Talent).
Le 30 novembre 2016, elle fait partie des 28 artistes annoncés pour le Melodifestivalen 2017 avec la chanson Mitt Liv. Elle participe à la première demi-finale à Göteborg le 4 février 2017. Elle sera éliminée, finissant dernière de cette demi-finale. Elle se qualifie pour la finale du Melodifestivalen 2021 et termine en 8e position avec la chanson Still Young.

## Vie privée
Elle s'est mariée à Nicola Ingrosso, puis à la suite d'une querelle familiale, ils adoptent le nom Perrelli. Ils ont deux fils, Angelo (né en 2004) et Alessio (né en 2005). Après des spéculations dans les médias suédois disant que leur relation était tendue, le couple a officiellement annoncé sa séparation en juin 2008. Il semblerait que la lourde charge de travail de Charlotte ait été une des principales raisons de la séparation du couple. Le 24 septembre 2009, le couple a demandé le divorce.

## Discographie
- 1999 - Charlotte
- 2001 - Miss Jealousy
- 2004 - Gone too long
- 2006 - I din röst
- 2008 - Hero
- 2008 - RimfrostJul (album de Noël)
- 2012 - The Girl
- 2021 - Still young (EP)